# Robert du Pont
Robert du Pont ecclésiastique breton qui fut évêque de Saint-Malo de 1286 à 1309

## Biographie
Robert du Pont est nommé évêque en 1286. En 1290 il approuve une fondation à l'Abbaye de Paimpont et l'année suivante il assiste à l'élection de Renaud de Montbazon comme archevêque de Tours. En 1302 il participe à l'assemblée d'évêques convoquée par Philippe le Bel afin d'évoquer ses démêlés avec le Pape Boniface VIII. Il est partisan de la sentence condamnant le souverain pontife. Il reçoit en 1304 des immunités ecclésiastiques royales sans doute en récompense de son attitude. En 1308 il doit faite face à la tentative d'instauration d'une Commune Jurée dans la ville de Saint-Malo. En 1308 le Pape Clément V le charge d'enquêter sur les activités des Templiers dans son diocèse.
En 1309 il résigne son siège entre les mains du cardinal camerlingue et le pape l'attribue à Raoul Rousselet. Robert du Pont meurt vraisemblablement la même année. La notification de la décision pontificale  est adressée au duc de Bretagne au peuple de la cité et aux vassaux de Saint-Malo le 9 février 1311.

## Sources
- François Tuloup Saint-Malo. Histoire Religieuse. Éditions Klincksieck, Paris 1975.
- (en) Catholic Hierarchy.org Bishop: Robert du Pont
- Albert Le grand, Callia Christiana, XIV, 1105 – Catalogue des Evêques.